# Druckertüchtigte Schienenfahrzeuge
Unter druckertüchtigten Schienenfahrzeugen versteht man Triebfahrzeuge und Reisezugwagen, die gegen schnelle Druckschwankungen geschützt sind. Dabei spielen auch Aspekte des Druckkomforts für Reisende eine Rolle. Davon abzugrenzen ist die Druckfestigkeit, die sich auf die mechanische Widerstandsfähigkeit eines Schienenfahrzeugs gegen Druckkräfte bezieht.

## Zweck

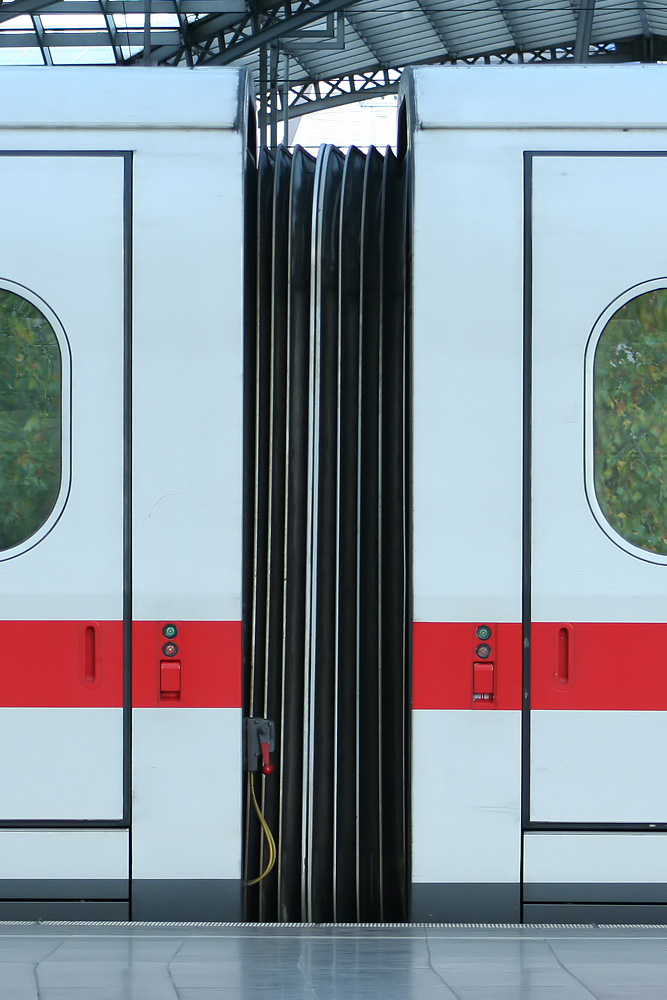
Druckertüchtigter Wellenbalg-Wagenübergang beim ICE 1

Im Eisenbahnverkehr treten insbesondere bei Tunnelfahrten mit größeren Geschwindigkeiten schnelle Druckänderungen im Fahrzeuginnern auf, die beim Menschen von unangenehmen Druckgefühlen und verschlossenen Ohrtrompeten über Hörschäden bis hin zur Ohnmacht führen können.
Bereits in den 1920er Jahren wurden Berechnungen und Modellversuche zur Ermittlung der Druckänderungen an Fahrzeugaußenwänden bei Tunnelfahrten durchgeführt. Mit Aufkommen der Schnellfahrstrecken und Hochgeschwindigkeitszüge ab den 1960er Jahren in Japan, ab den 1970er Jahren bei der SNCF in Frankreich und ab den 1980er Jahren bei der DB in Deutschland rückte dieses Problem immer stärker in den Vordergrund.
Die beim Durchfahren von Tunneln mit Geschwindigkeiten bis zu 250 km/h entstehenden Druckwellen können, insbesondere bei Zugbegegnungen, zu Unbehagen oder Ohrenschmerzen führen, wenn sie ungedämpft ins Wageninnere durchschlagen. Die Stärke der Komfortbeeinträchtigung hängt von der Höhe der Druckschwankung (in Pa), der Steilheit des Druckanstiegs (in Pa/s) sowie der Häufigkeit der Ereignisse ab. Experimente mit Versuchspersonen in Druckkammern zeigten, dass Druckänderungen von mehr als 1000 Pa und Druckgradienten von mehr als 2000 Pa/s als störend empfunden werden können.
Berechnungen des Bundesbahn-Zentralamts München und der Versuchsanstalt Minden zeigten, dass die Werte bei schnellen Tunneldurchfahrten auch ohne Zugbegegnung bei weitem überschritten werden. Daher wurde für die Tunnelabschnitte der Schnellfahrstrecken eine gesonderte Druckertüchtigung für Fahrzeuge erforderlich.

## Anforderungen
Eine unabdingbare Voraussetzung der Druckertüchtigung sind dauerhaft geschlossene Fenster und damit die Ausrüstung der betroffenen Wagen mit einer Klimaanlage. Nicht klimatisierte Abteilwagen der Bauart Bm 235, die Ende der 1980er Jahre noch im IC-Verkehr eingesetzt wurden, wurden durch 180 neugebaute, druckertüchtigte Wagen der Gattung Bvmz185 ersetzt. Zunächst wurden 255 Wagen unterschiedlicher Bauarten durch Umbau druckertüchtigt. Unter anderem durch Verwendung besonderer Isoliergummis um Fenster und Türen, druckertüchtigter Wagenübergänge, Druckschutzklappen, Druckschutzlüfter und geschlossener WC-Systeme lässt sich ein von äußeren Druckeinflüssen weitgehend unabhängiges System erreichen, das die auftretenden Druckschwankungen von Personal und Reisenden weitgehend fernhält. Druckertüchtigte Fahrzeuge können bei den Fahrzeuganschriften mit (p) gekennzeichnet werden. Hingegen sind Fahrzeuge mit der Kennung )p( nur druckgeschützt und haben daher lediglich ein Sicherheitspaket (dazu zählen z. B. gegen Hochschlagen gesicherte Übergangsbrücken), ansonsten aber keine Einrichtungen zur Druckertüchtigung.
Für die Konstruktion der ICE-1-Züge wurde festgelegt, dass die maximale Außendruckänderung zwischen +3900 und −5500 Pa, die zulässige Kabinendruckänderung hingegen nur bei ±1000 Pa mit einer maximalen Druckänderung von 200 Pa/s liegen darf. Diese Druckschwankungen gelten für eine Zugbegegnung im Tunnel mit einer Relativgeschwindigkeit von 560 km/h, wobei das Querschnittsbereichsverhältnis Fahrzeug:Tunnel bei etwa 1:8 liegt.
Eine weitere Empfehlung für zulässige Druckänderungen gibt der UIC-Kodex 660. In der Fassung von 1994 wird für Hochgeschwindigkeitszüge empfohlen, die Änderung des in Hundertstel-Sekunden-Schritten gemessenen Drucks auf 500 Pa/s sowie 1000 Pa je zehn-Sekunden-Intervall zu begrenzen. Das Druck- bzw. Unterdruckverhalten sollte dabei per Versuch ermittelt werden, indem ein Einzelreisezugwagen mit aktiven Druckertüchtigungsvorrichtungen einem Über- bzw. Unterdruck ausgesetzt und der Druckabfall bei ausgesetzter Luftzufuhr über wenigstens 18 s gemessen wird. Die Fassung von 2002 sieht zusätzlich eine maximale Druckänderung von 800 Pa je drei-Sekunden-Intervall bzw. 2000 Pa je 60-Sekunden-Intervall vor. In den UIC-Kodex 660 flossen auch Ergebnisse aus dreistufigen Probandenuntersuchungen mit ein, die 1989 im Abschnitt Fulda–Würzburg der Schnellfahrstrecke Hannover–Würzburg durchgeführt wurden.
Während der UIC-Kodex 660 auf neue Eisenbahnfahrzeuge des europäischen Hochgeschwindigkeitsverkehrs fokussiert, definiert der UIC-Kodex 779-11 Druckkomfortkriterien für Tunnelbauwerke. Die zulässigen Werte des 779-11 können dabei als Mindestanforderungen verstanden werden und liegen dabei beim doppelten des Kodex 660.
Die Lösung, das Fahrzeug druckdicht zu machen, verringert die Frischluftversorgung der Insassen. Es gibt zwei prinzipielle Ansätze, in denen versucht wird, mit
- a) aktiven Systemen einen konstanten Volumenstrom an Frischluft und Abluft zu erreichen. Realisiert wird dies durch druckgeschützte Ventilatoren, die unabhängig von der anliegenden Druckdifferenz arbeiten, und
- b) passiven Systemen, die den Wagen dynamisch nur für den Zeitpunkt eines Druckereignisses verschließen. Das sind im Allgemeinen Klappen im Luftversorgungssystem, die den Kanal druckdicht verschließen. Voraussetzung ist bei dieser Methode das vorangegangene Detektieren eines Druckereignisses oder das manuelle Betätigen (zum Beispiel durch den Lokführer). Typischerweise erfolgt eine automatische Detektion eines Druckschutzfalls an der Zug- bzw. Wagenspitze.

Die Einschaltung der Druckdichte kann auch über Leit- und Sicherungstechnik erfolgen.
In Deutschland müssen Fahrzeuge, die sich in Tunneln mit 250 km/h oder schneller fahrenden Zügen begegnen, druckgeschützt im Sinne einer Entscheidung des Bundesverkehrsministeriums vom 1996 sein. Laut der einschlägigen Entscheidung sollen damit mögliche, durch den bahnärztlichen Dienst für mögliche gehaltene gesundheitliche Schäden von bestimmten Personengruppen ausgeschlossen und die Benutzung der Bahn „durch Behinderte und alte Menschen sowie Kinder und sonstige Personen mit Nutzungsschwierigkeiten“ erleichtert werden.
Die größten auf den Wagenkasten wirkenden Druckdifferenzen entstehen bei Zugbegegnungen im Tunnel. Die Druckwerte sind dabei abhängig von Querschnitt und Länge des Tunnels, dem Fahrzeugquerschnitt, Form und Länge der sich begegnenden Züge sowie der Begegnungsgeschwindigkeit. Hochgeschwindigkeitszüge der Deutschen Bahn müssen den aerodynamischen Belastungen von Begegnungen bis 330 km/h gegen 330 km/h in einem Tunnel von 82 m² Querschnittsfläche standhalten (Stand: 2002).
Neben Begegnungen von Personen- mit Personenzügen sind auch Begegnungen von Personen- mit Güterzügen zu betrachten. Auf Güterwagen wirken Druckbelastungen durch die Kopfwelle schnell fahrender Personenzüge sowie Strömungsbelastungen durch die Eigengeschwindigkeit der Güterzüge ein. Als kritisch erwiesen sich dabei Behälter des Kombinierten Ladungsverkehrs, die eine Reduktion der Druckbelastung bei Zugbegegnungen mit Personenzügen erforderlich machte. Dies machte eine geringfügige Geschwindigkeitsreduktion der ICE erforderlich.

## Nachrüstung von Reisezugwagen

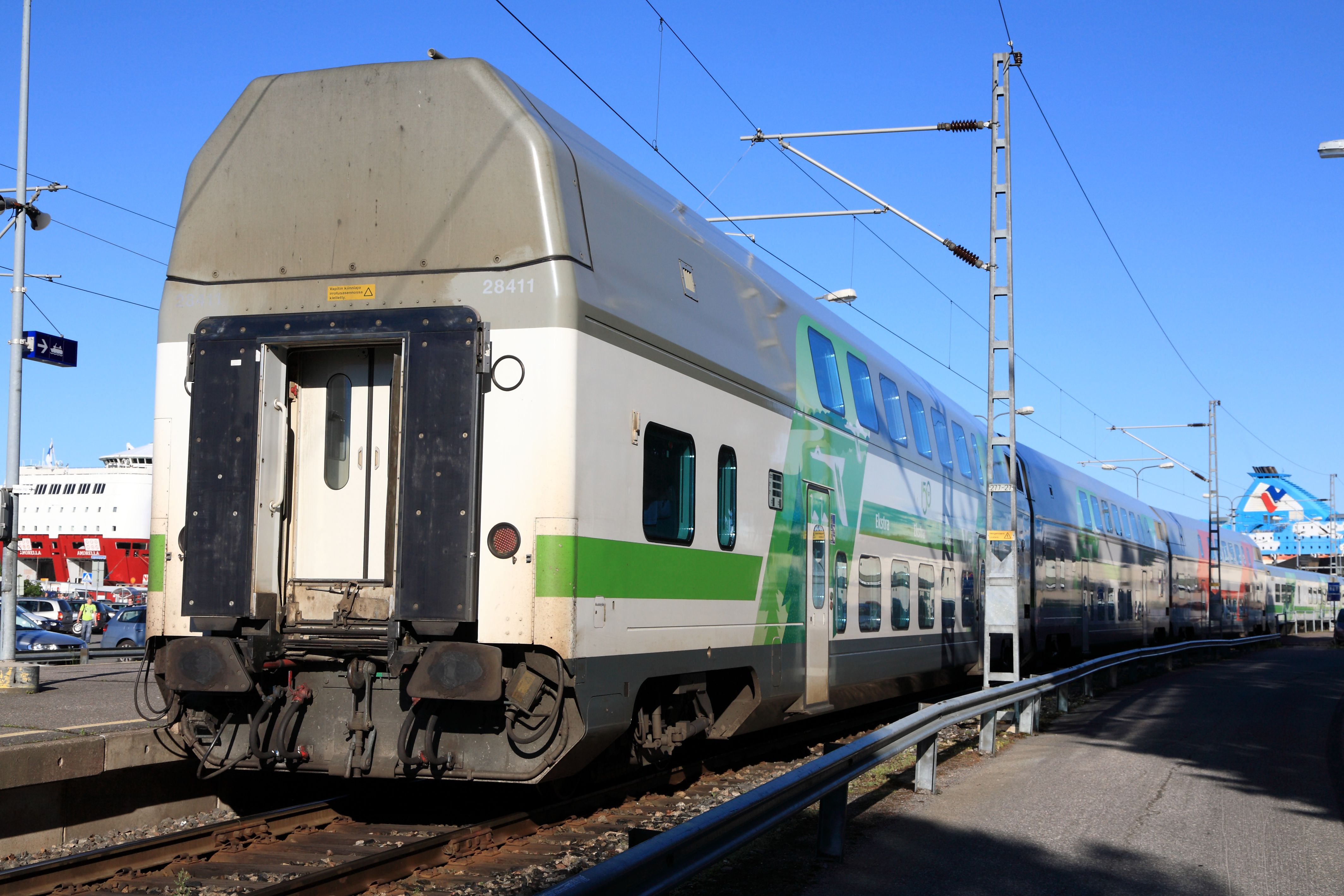
Druckertüchtigter SIG-Wagenübergang an einem finnischen IC2-Doppelstockwagen

Die Druckertüchtigung eines Reisezugwagens erfordert eine Reihe von Maßnahmen:
- Austausch der Endpartien des Wagenkastens durch Anpassung und Einsetzen neuer Rahmen für Einstiegs- und Übergangstüren
- Systematische Abdichtung des Wagenkastens, z. B. von Wasserablaufrohren
- Anlegen von Durchbrüchen für neue Kabel und Rohre
- Einbau druckdichter Außen- und Wagenübergangstüren sowie druckertüchtigter Übergänge
- Einbau geschlossener Toilettensysteme (mit Abwasserbehälter)
- Ausrüstung der Klimaanlage mit Druckschutzkomponenten

Zum Abschluss findet eine Dichtigkeitsprüfung statt.
Bei der DB in Deutschland und den ÖBB in Österreich wurden eine große Anzahl von TEE- und Eurofimawagen nachträglich druckertüchtigt. Einige entstanden auch als Neubau, um diese auf den Schnellfahrstrecken der DB einsetzen zu können.
Um die zwischen 1988 und 1991 eröffneten ersten deutschen Neubaustrecken Mannheim–Stuttgart und Hannover–Würzburg befahren zu können, wurden in den Jahren 1988 und 1989 insgesamt 160 InterCity-Wagen (21 erste-Klasse-Großraumwagen „Apmz“, 37 erste-Klasse-Abteilwagen „Avmz“ und 102 zweite-Klasse-Großraumwagen „Bpmz“) der damaligen Deutschen Bundesbahn druckertüchtigt. Bis dahin verkehrten die lokbespannten Fernverkehrszüge im ersten fertiggestellten Neubaustreckenabschnitt zwischen Fulda und Würzburg zunächst nur mit 160 km/h, später mit 180 km/h.
Mit der Übergabe der neu entwickelten IC-Wagen der Bauart Bvmz 185 stellte die damalige Bundesbahn am 15. April 1988 darüber hinaus die ersten ab Werk druckertüchtigten Serienfahrzeuge in Dienst. Nachdem auf den Schnellfahrstrecken nahezu ausschließlich herstellerseitig druckertüchtigte Triebzüge eingesetzt werden, wurden die druckertüchtigten UIC kompatiblen (SIG und HÜBNER) Wagenübergänge an zahlreichen Wagen wieder durch weniger unterhaltungsaufwändige Gummiwulstübergänge ersetzt. Die betroffenen Wagen sind noch immer an in die Wagenkastenecken eingelassene Schlusssignallampen zu erkennen. Weiterhin erforderlich sind druckertüchtigte Reisezugwagen für die Züge des »München-Nürnberg-Express«.
Die Anforderungen an druckertüchtigte Reisezugwagenkästen waren 1990 international noch nicht normiert.